# لويد هاريسون
لويد هاريسون (بالإنجليزية: Lloyd Harrison)‏ هو لاعب كرة قدم أمريكية أمريكي، ولد في 21 يونيو 1977 في كينغستون في جامايكا.

## وصلات خارجية
- لويد هاريسون على موقع مرجع كرة القدم المحترفة.كوم (الإنجليزية)